# Nick Bateman
Nicholas Kevin Stanley  Yunge Bateman, detto Nick (Burlington, 18 novembre 1986), è un modello, artista marziale e attore canadese.
È noto per la sua intensa attività sui social media, con oltre sei milioni di seguaci sul suo account Instagram e oltre quattro milioni su quello Facebook.

## Biografia
È nato a Burlington, nell'Ontario, il 18 novembre 1986, dove è cresciuto. Ha cominciato a praticare karate all'età di quattro anni, per poi diplomarsi alla Capilano University a Vancouver a vent'anni, e ha poi aperto una propria scuola di arti marziali per tre anni, che in seguito ha abbandonato. Nick ha quindi cominciato la sua carriera di modello trasferendosi a Milano, e infine a Los Angeles e a Miami.
Si è sposato con Maria Corrigan il 17 luglio 2019 e hanno due figli: Chase, nato il 15 settembre 2018, e Theo, nato il 15 gennaio 2022.

## Filmografia

### Cinema
- Hobo with a Shotgun, regia di Jason Eisener (2011)
- Ethos, regia di Justin Wu - cortometraggio (2011)
- Tapped Out, regia di Allan Ungar (2014)
- Hidden in the Woods, regia di Patricio Valladares (2014)
- Single ma non troppo (How To Be Single), regia di Christian Ditter (2016)
- Total Frat Movie, regia di Warren P. Sonoda (2016)
- Luce dei miei occhi (Apple of My Eye), regia di Castille Landon (2017)
- Gambit, regia di Jensen Noen - cortometraggio (2017)
- Nozze d'inverno (A Family for the Holidays), regia di Jake Helgren (2017)
- The Matchmaker's Playbook, regia di Tosca Musk (2018)
- The Perception, regia di Jensen Noen (2018)
- Airplane Mode, regia di David Dinetz e Dylan Trussell (2018)

### Televisione
- The Hazing Secret, regia di Jonathan Wright (2014)
- Mr. And Mrs. Smith Parody, regia di Jensen Noen (2016)
- A Brush with Love (2019)
- Un regalo di Natale per Daisy (2022)

### Serie TV
- Just for Laughs – serie TV, episodi 1x1 (2007)
- Originals – serie TV, 7 episodi (2011)
- Space Janitors (2012)
- La mia babysitter è un vampiro (My Babysitter's a Vampire) – serie TV, episodi 2x12 (2012)
- Mr. D – serie TV, episodi 2x6 (2013)
- The Listener – serie TV, episodi 4x7 (2013)